# Prci, prci, prcičky 3: Svatba
Prci, prci, prcičky 3: Svatba (v originále American Wedding) je americká filmová komedie z roku 2003 ze série filmů Prci, prci, prcičky a navazuje na předchozí dva díly. Hlavním tématem tohoto dílu je svatba Jima (Jason Biggs) a Michelle (Alyson Hanniganová).
V tomto díle se již neobjevilo několik vedlejších postav z předchozích dílů jako Oz, Sherman, Heather, Vicky nebo Nadia. Podle tvůrců to bylo proto, že bylo téměř nemožné vytvořit zajímavý příběh pro všechny hlavní postavy.

## Děj
Film začíná scénou v restauraci, kde chce Jim požádat Michelle o ruku. Jimovi zavolá jeho otec, že zapomněl doma snubní prsten. Michelle nabyde dojmu, že chce Jim sex na veřejnosti, a tak se schová pod stůl a začne Jimovi provádět orální sex. Když přijede Jimův otec, Jim se snaží skrýt, že se blíží orgasmu. Protože neví, že je Michelle pod stolem, připisuje Jimovo vzrušení žádosti o ruku. Když o žádosti slyší Michelle, bouchne se hlavou o stůl, začne chaos, Jim vstane a musí si rychle vyhrnout kalhoty. Zažene stud, zeptá se Michelle, jestli si ho vezme, ta bez váhání odpoví ano.
Když začíná plánování svatby, Jim si myslí, že to bude katastrofa. Michellini rodiče ho nenávidí poté, co se domnívají, že vidí Jima, jak souloží s jejich psy. Michelle chce pouze jediné šaty od jednoho návrháře, a tak se ho Jim vydá hledat. Michelle a Jim nechtěli původně pozvat Stiflera na svatbu, ale ten to náhodně zjistil a nakonec pozván byl, protože Jim neumí tancovat a Stifler slíbil, že mu s tím pomůže.
Finchovi se líbí Michellina sestra Cadance. Stejně jako Stiflerovi. Poté, co slyší, že Cadance hledá slušného muže, Stifler se začne chovat slušněji, začne mluvit o filozofii a umění, často pouze opakuje věci, které předtím řekl Finch. Když Finch zjistí, že je Cadance ze Stiflera-intelektuála unavená, začne být sprostý a zvrhlý. Cadance zjistí, že oba pouze předstírají, a tak neví, koho z nich si má vybrat. Večer před svatbou Stifler neúmyslně zničí květiny určené pro svatbu a cítí se kvůli tomu špatně. Do rána za pomoci svého fotbalového týmu vyzdobí celý kostel květinami. Cadance se rozhodne pro Stiflera a Finch uzná, že je Stifler pro ni asi lepší.
Stifler má hlídat nevěstin svatební prsten, ale omylem ho sní pes. Stifler čeká až se pes vyprázdní, prsten s výkalem dá do obalu od čokolády a jde ho umýt, ale potká Michellinu matku, která si myslí, že nese lanýže. Ta ho chce sníst, a tak Stiflerovi nezbývá nic jiného, než aby to snědl sám, aby si zachoval dobrou tvář.
Michelle a Jim se nakonec vezmou, na svatbě spolu tancují, Stifler je zase s Cadance. Finch sedí sám a vtom přijede Stiflerova máma. Na konci filmu spolu souloží ve vaně.

## Postavy
- Jim Levenstein (Jason Biggs)
- Steve Stifler (Seann William Scott)
- Michelle Flahertyová (Alyson Hanniganová)
- Kevin Myers (Thomas Ian Nicholas)
- Paul Finch (Eddie Kaye Thomas)
- Cadence Flahertyová (January Jones)
- Noah Levenstein (Eugene Levy)
- Jimova máma (Molly Cheek)
- Mary Flahertyová (Deborah Rush)
- Harold Flaherty (Fred Willard)
- babička Levensteinová (Angela Paton)
- Pan Belvedere (Eric Allan Kramer)
- Fraulein Brandi (Amanda Swisten)
- Crystal (Nikki Schieler Ziering)
- Jennifer (Alexis Thorpe)
- John (John Cho)
- Jeanine Stiflerová (Jennifer Coolidge)